# 白水隆
白水 隆（しろうず たかし、1917年9月14日 - 2004年4月2日）は、日本の昆虫学者。九州大学名誉教授。専門はチョウ類の分類学、生物地理学。

## 経歴
1917年9月14日、福岡県福岡市生まれ。1938年旧制宮崎高等農林学校（宮崎大学農学部の前身）卒業、1941年九州帝国大学農学部卒業。1942年2月九州帝国大学農学部副手、同年6月助手。1944年召集令状を受け鹿児島県の志布志に配属されるも1年で除隊となり、研究室に戻った。九州大学教養部助教授を経て、1963年九州大学教授。1981年定年退官、同大学名誉教授。
日本および東アジアのチョウ類の研究で著名。1979年「チョウ自然史の研究」で西日本文化賞受賞。勲二等瑞宝章受章。国際鱗翅学会会長、日本鱗翅学会会長、日本昆虫学会会長、日本昆虫協会名誉会長を務めた。

## 著書

### 単著
- 原色昆虫大図鑑――蝶蛾編、1959.
- 原色台湾蝶類大図鑑、保育社、1960.
- 日本の蝶 : 原色図鑑、北隆館、1965.
- チョウ、講談社、1981.4.
- 日本産蝶類文献目録、北隆館、1985.6.
- 白水隆著作集 1～2、白水隆先生退官記念事業会編集、白水隆先生退官記念事業会、1985.6.
- 白水隆文庫 その1、ホシザキグリーン財団、白水文庫刊行会 編、ホシザキグリーン財団、2004.11.
- 日本の蝶界回顧、発行者：白水房江 、2005.3.
- 日本産蝶類標準図鑑、学習研究社、2006.8.
- 白水隆アルバム : 日本蝶界の回想録、白水隆文庫刊行会 、2007.6.

### 共著
- 原色日本蝶類幼虫大図鑑 第1巻、原章、保育社、1960.
- 原色日本蝶類幼虫大図鑑 第2巻、原章 、保育社、1962.
- 蝶・蛾、黒子浩、保育社、1966.7.
- チョウ・ガ、杉繁郎、講談社、1973.4.
- 原色日本蝶類幼虫大図鑑、原章、保育社、1976.

### 編著
- 日本産蝶類分布表、北隆館、1958
- 日本産蝶類文献目録 続、白水隆文庫刊行会、2003.6.
- 日本の迷蝶 1(マダラチョウ科・ジャノメチョウ科)、蝶研、2005.3.

### 訳書の校訂
- 日本蝶類図譜、ヘンリー・ジェームズ・ストヴィン・プライヤー 著、江崎悌三 訳・解説、科学書院、1982.11.

### 監修
- 原色昆虫大圖鑑 第1巻(蝶・蛾篇)、井上寛、岡野磨瑳郎、杉繁郎、山本英穂共同監修、北隆館、1950.
- 学研の観察図鑑 1 (昆虫 1 チョウ・ガ・トンボ)、学習研究社、1984.6.
- ちょう、講談社、1964.4
- 九州の昆虫 : 採集案内、福岡虫の会、筑紫昆虫同好会編、陸水社、1958.

## 論文
- 国立情報学研究所収録論文 国立情報学研究所